# József Varga
József Varga (Debrecen, 6 juni 1988) is een Hongaars voetballer die doorgaans speelt als middenvelder. In juli 2025 verruilde hij Kazincbarcikai voor Tiszakécske. Varga maakte in 2009 zijn debuut in het Hongaars voetbalelftal.

## Clubcarrière
Varga doorliep van 2002 tot 2007 de jeugdopleiding van Debrecen, waar hij daarna doorbrak in het eerste elftal. Gedurende de jaren dat de middenvelder bij die club aanwezig was, speelde hij meer dan honderd competitiewedstrijden en haalde hij een aantal prijzen binnen. In 2009, 2010 en 2012 werd hij met Debrecen landskampioen en in 2010, 2012 en 2013 werd de beker binnengesleept. Op 30 januari 2013 versterkte Varga het Duitse Greuther Fürth op huurbasis. Hij speelde zes duels voor Greuther en kon rechtstreekse degradatie daarvan niet voorkomen. Op 25 juni 2013 werd hij voor de duur van één seizoen verhuurd aan Middlesbrough FC.
Na afloop van deze verhuurperiode speelde hij nog ruim twee seizoenen voor Debrecen, voor hij de club verliet. In augustus 2016 tekende hij voor drie seizoenen bij Videoton. Twee jaar later verkaste de middenvelder transfervrij naar Puskás Akadémia. Varga verkaste in de zomer van 2020 naar Debrecen, de club waar hij ooit zijn doorbraak als professioneel voetballer had doorgemaakt. In maart 2024 verkaste hij naar Kazincbarcikai, om in juli 2025 voor Tiszakécske te gaan spelen.

## Interlandcarrière
Varga debuteerde in het Hongaars voetbalelftal op 10 oktober 2009. Op die dag werd een WK-kwalificatieduel met Portugal met 3–0 verloren. De middenvelder begon op de bank en viel zes minuten voor tijd in voor vleugelaanvaller Balázs Dzsudzsák.
| Interlands van József Varga voor Hongarije | Interlands van József Varga voor Hongarije | Interlands van József Varga voor Hongarije | Interlands van József Varga voor Hongarije | Interlands van József Varga voor Hongarije | Interlands van József Varga voor Hongarije | Interlands van József Varga voor Hongarije |
| №                                          | Datum                                      | Wedstrijd                                  | Uitslag                                    | Competitie                                 | Goals                                      |                                            |
| Als speler bij Debrecen                    | Als speler bij Debrecen                    | Als speler bij Debrecen                    | Als speler bij Debrecen                    | Als speler bij Debrecen                    | Als speler bij Debrecen                    | Als speler bij Debrecen                    |
| ------------------------------------------ | ------------------------------------------ | ------------------------------------------ | ------------------------------------------ | ------------------------------------------ | ------------------------------------------ | ------------------------------------------ |
| 1                                          | 10 oktober 2009                            | Portugal – Hongarije                       | 3 – 0                                      | WK 2010 kwalificatie                       |                                            |                                            |
| 2                                          | 14 oktober 2009                            | Denemarken – Hongarije                     | 0 – 1                                      | WK 2010 kwalificatie                       |                                            |                                            |
| 3                                          | 17 november 2010                           | Hongarije – Litouwen                       | 2 – 0                                      | Vriendschappelijk                          |                                            |                                            |
| 4                                          | 9 februari 2011                            | Azerbeidzjan – Hongarije                   | 0 – 2                                      | Vriendschappelijk                          |                                            |                                            |
| 5                                          | 25 maart 2011                              | Hongarije – Nederland                      | 0 – 4                                      | EK 2012 kwalificatie                       |                                            |                                            |
| 6                                          | 10 augustus 2011                           | Hongarije – IJsland                        | 4 – 0                                      | Vriendschappelijk                          |                                            |                                            |
| 7                                          | 2 september 2011                           | Hongarije – Zweden                         | 2 – 1                                      | EK 2012 kwalificatie                       |                                            |                                            |
| 8                                          | 6 september 2011                           | Moldavië – Hongarije                       | 0 – 2                                      | EK 2012 kwalificatie                       |                                            |                                            |
| 9                                          | 11 oktober 2011                            | Hongarije – Finland                        | 0 – 0                                      | EK 2012 kwalificatie                       |                                            |                                            |
| 10                                         | 15 november 2011                           | Polen – Hongarije                          | 2 – 1                                      | Vriendschappelijk                          |                                            |                                            |
| 11                                         | 29 februari 2012                           | Hongarije – Bulgarije                      | 1 – 1                                      | Vriendschappelijk                          |                                            |                                            |
| 12                                         | 1 juni 2012                                | Tsjechië – Hongarije                       | 1 – 2                                      | Vriendschappelijk                          |                                            |                                            |
| 13                                         | 4 juni 2012                                | Hongarije – Ierland                        | 0 – 0                                      | Vriendschappelijk                          |                                            |                                            |
| 14                                         | 15 augustus 2012                           | Hongarije – Israël                         | 1 – 1                                      | Vriendschappelijk                          |                                            |                                            |
| 15                                         | 11 september 2012                          | Hongarije – Nederland                      | 1 – 4                                      | WK 2014 kwalificatie                       |                                            |                                            |
| 16                                         | 12 oktober 2012                            | Estland – Hongarije                        | 0 – 1                                      | WK 2014 kwalificatie                       |                                            |                                            |
| 17                                         | 16 oktober 2012                            | Hongarije – Turkije                        | 3 – 1                                      | WK 2014 kwalificatie                       |                                            |                                            |
| 18                                         | 14 november 2012                           | Hongarije – Noorwegen                      | 0 – 2                                      | Vriendschappelijk                          |                                            |                                            |
| Als speler bij Greuther Fürth              |                                            |                                            |                                            |                                            |                                            |                                            |
| 19                                         | 22 maart 2014                              | Hongarije – Roemenië                       | 2 – 2                                      | WK 2014 kwalificatie                       |                                            |                                            |
| 20                                         | 26 maart 2013                              | Turkije – Hongarije                        | 1 – 1                                      | WK 2014 kwalificatie                       |                                            |                                            |
| 21                                         | 6 juni 2013                                | Hongarije – Koeweit                        | 1 – 0                                      | Vriendschappelijk                          |                                            |                                            |
| Als speler bij Middlesbrough               |                                            |                                            |                                            |                                            |                                            |                                            |
| 22                                         | 14 augustus 2013                           | Hongarije – Tsjechië                       | 1 – 1                                      | Vriendschappelijk                          |                                            |                                            |
| 23                                         | 6 september 2014                           | Roemenië – Hongarije                       | 3 – 0                                      | WK 2014 kwalificatie                       |                                            |                                            |
| 24                                         | 11 oktober 2013                            | Nederland – Hongarije                      | 8 – 1                                      | WK 2014 kwalificatie                       |                                            |                                            |
| 25                                         | 15 oktober 2013                            | Hongarije – Andorra                        | 2 – 0                                      | WK 2014 kwalificatie                       |                                            |                                            |
| 26                                         | 5 maart 2014                               | Hongarije – Finland                        | 1 – 2                                      | Vriendschappelijk                          |                                            |                                            |
| 27                                         | 22 mei 2014                                | Hongarije – Denemarken                     | 2 – 2                                      | Vriendschappelijk                          |                                            |                                            |
| 28                                         | 4 juni 2014                                | Hongarije – Albanië                        | 1 – 0                                      | Vriendschappelijk                          |                                            |                                            |
| Als speler bij Debrecen                    |                                            |                                            |                                            |                                            |                                            |                                            |
| 29                                         | 7 september 2014                           | Hongarije – Noord-Ierland                  | 1 – 2                                      | EK 2016 kwalificatie                       |                                            |                                            |
| 30                                         | 11 oktober 2014                            | Roemenië – Hongarije                       | 1 – 1                                      | EK 2016 kwalificatie                       |                                            |                                            |
| 31                                         | 14 oktober 2014                            | Faeröer – Hongarije                        | 0 – 1                                      | EK 2016 kwalificatie                       |                                            |                                            |
| Als speler bij Videoton                    |                                            |                                            |                                            |                                            |                                            |                                            |
| 32                                         | 14 november 2017                           | Hongarije – Costa Rica                     | 1 – 0                                      | Vriendschappelijk                          |                                            |                                            |
| 33                                         | 6 juni 2018                                | Wit-Rusland – Hongarije                    | 1 – 1                                      | Vriendschappelijk                          |                                            |                                            |
| 34                                         | 9 juni 2018                                | Hongarije – Australië                      | 1 – 2                                      | Vriendschappelijk                          |                                            |                                            |

Bijgewerkt op 3 juli 2025.